# Srashen
Srashen (in armeno Սրաշեն) è un comune di 91 abitanti (2010) della Provincia di Syunik in Armenia.